# Lovers (Cannoball Adderley)
Lovers è il 33° album di Julian Cannonball Adderley, pubblicato dalla Milestone Records nel 1976.

## Tracce
Lato A
1. Nascente – 6:03 (Hermeto Pascoal)
2. New Orleans Strut – 4:33 (Jack DeJohnette)
3. Children of Time – 3:39 (George Duke)
4. Ayjala – 7:03 (Alvine Batiste)

Lato B
1. Salty Dogs – 7:28 (Alvine Batiste)
2. Lovers – 11:59 (Nat Adderley Jr.)

## Musicisti
- Julian Cannonball Adderley - sassofono alto (A1, A2, A4 e B1)
- Nat Adderley - cornetta (A1, A2, A3, A4, B1 e B2)
- Alvin Batiste - clarinetto elettrico (A1, A2, A4, B1 e B2)
- George Duke - pianoforte (A1, A2, A3, A4 e B1) e sintetizzatore, voce (B2)
- Alphonso Johnson - basso elettrico (A1, A2, A4 , B1 e B2)
- Jack DeJohnette - batteria (A1, A2, A4, B1 e B2)
- Airto Moreira - percussioni (A1, A2, A3, A4, B1 e B2)
- Flora Purim - voce (B2)
- Nat Adderley Jr. - pianoforte (B2)
- Ron Carter - contrabbasso (B2)